# Piwo szczecińskie
Piwo szczecińskie – regionalny produkt charakterystyczny dla miasta Szczecina, 27 sierpnia 2018 roku wpisany na polską listę produktów tradycyjnych.

## Historia
Wiadomo, że mieszkańcy Szczecina uprawiali jęczmień i warzyli piwo już w X wieku. Napój ten był ceniony na Pomorzu, o czym pisał kronikarz Helmold. Cech browarniczy w Szczecinie rozwijał się bardzo dynamicznie w końcu XV i w XVI wieku. W 1476 spisano pierwszy statut browarniczy. Zezwolono wówczas na nieograniczoną produkcje piwa marcowego. Wraz z końcem XVI wieku zaznaczył się w mieście wyraźny podział na dużych browarników i piwowarów-najmeników. W 1556 na terenie Szczecina działały 122 browary. 
W wyniku wojny trzydziestoletniej miasto podupadło. W połowie XVII wieku szczecińskie browarnictwo przeżywało silny kryzys. Z końcem tego stulecia sytuacja uległa pewnej poprawie i warzono tu cztery główne gatunki piwa. Były to:  
- jasne jęczmienne mocne i gorzkie Bitterbier,
- ciemne jęczmienne Gernsterbraunbier,
- jasne słabe jęczmienne Gernsterbraunbier,
- jasne pszeniczne Weizenbier.

Obecnie różne gatunki piwa, także oparte na starych regionalnych recepturach wytwarzane są przez niewielkie szczecińskie browary, także restauracyjne. Jako produkt regionalny wpisano następujące rodzaje piwa, które muszą być wytwarzane na terenie miasta Szczecina: jasne, bursztynowe i pszeniczne.